# Neasura nigroanalis
Neasura nigroanalis är en fjärilsart som beskrevs av Matsumura 1927. Neasura nigroanalis ingår i släktet Neasura och familjen björnspinnare. Inga underarter finns listade i Catalogue of Life.